# Ofensiva del Báltico
La ofensiva del Báltico, conocida en la historiografía soviética como ofensiva estratégica del Báltico, fue una serie de operaciones ofensivas ejecutadas por las fuerzas del Ejército Rojo contra las fuerzas alemanas de la Wehrmacht en la región de los estados bálticos durante el verano y el otoño de 1944, en el contexto de la Segunda Guerra Mundial. Tres frentes soviéticos, un total de once ejércitos activos, se enfrentaron a los Grupos de Ejércitos Norte y Centro, cuatro ejércitos en el Báltico. Al término de las operaciones acabó siendo aislado un Grupo de Ejércitos alemán en la Bolsa de Curlandia, que se mantendría en esta situación hasta el final de la guerra.
Esta ofensiva fue catalogada como uno de los diez golpes de Stalin

## Antecedentes

Frente Oriental desde agosto de 1943 hasta diciembre de 1944.
Territorio recuperado tras la Ofensiva del Báltico (norte).

Después de la exitosa ofensiva de Leningrado-Nóvgorod que obligó a la Wehrmacht a levantar el sitio de Leningrado, las fuerzas alemanas se vieron obligadas a retirarse a Estonia, donde iniciaron la construcción de la sección norte de la línea Panther-Wotan. Esta línea fue destruida durante la batalla del Dniéper y durante la operación Bagratión, solamente en Estonia las posiciones alemanas se mantuvieron, sin embargo, esto ocurrió porque la Stavka no había preparado una ofensiva importante en aquella región. Con el Grupo de Ejércitos Centro retrocediendo cada día, el Grupo de Ejércitos Norte quedó seriamente amenazado y debilitado debido a las transferencias de equipo y efectivos que tuvo que realizar a otros frente más amenazados, por ello el Alto Mando soviético se dio cuenta de que era su oportunidad para preparar una ofensiva hacia el mar Báltico y aislar al Grupo de Ejércitos Norte del resto de la Wehrmacht y posteriormente destruirlo.

### Operaciones previas
El 5 de julio de 1944, se inició la ofensiva soviética contra Šiauliai, con el III Cuerpo Mecanizado de Guardias en la vanguardia, mientras los Ejércitos 43.º y 51.º, y el segundo Ejército de Guardias se dirigieron hacia Riga. Para el 31 de julio, la costa del golfo de Riga había sido alcanzada, esto dejaba al 18.º Ejército Alemán, al mando de Herbert Loch, y al Destacamento del Ejército Narva, al mando de Johannes Friessner, atrapados en Estonia. En este punto, nuevas tropas soviéticas del 6.º Ejército de Guardias se unieron a la operación y avanzaron rápidamente por Letonia, tomando Jelgava y Daugavpils, intentando separar a los Grupos de Ejército alemanes Norte y Centro.
La reacción alemana fue rápida y de éxitos iniciales, lanzando un contraataque bajo el nombre de Operación Doppelkopf, a partir del 16 de agosto de 1944, con el XL. Panzerkorps y el XXXIX. Panzerkorps bajo el mando del 3.º Ejército Panzer adscrito al Grupo de Ejércitos Centro. Actuando en coordinación con los tanques del Grupo de Ejércitos Norte, los alemanes repelieron el avance soviético y expulsaron al Ejército Rojo de la línea costera del Báltico, restableciendo las comunicaciones entre ambos Grupos de Ejército mediante un delgado corredor terrestre de 30 kilómetros de ancho. La finalidad del ataque alemán era recuperar el nudo de carreteras de Šiauliai (llamada en alemán Schaulen), pero los tanques alemanes se enfrentaron a una defensa en profundidad del Primer Frente Báltico del Ejército Rojo, y su avance se vio detenido el 20 de agosto, con serias pérdidas de los dos Panzerkorps. Las tropas alemanas intentaron lanzar un nuevo ataque para fortalecer su delgada franja costera el 16 de septiembre, con el nombre de Operación Cäsar, pero fracasaron nuevamente.

### Operaciones de las tropas soviéticas durante la ofensiva
Al igual que otras ofensivas estratégicas soviéticas, la Ofensiva Báltica cubre una serie de operaciones a nivel operativo y operaciones ofensivas individuales del Frente:
- La ofensiva de Riga (en ruso: Рижская наступательная операция; del 14 de septiembre al 24 de octubre de 1944) llevada a cabo por los frentes 3.º y 2.º  bálticos cuya misión era despejar de tropas alemanas la costa oriental del golfo de Riga.
- La ofensiva de Tallin (en ruso: Таллинская наступательная операция; 17-26 de septiembre de 1944) llevada a cabo por el Frente de Leningrado para expulsar a las fuerzas alemanas de la Estonia continental.
- La operación Moonsund (en ruso: Моонзундская десантная операция; del 27 de septiembre al 24 de noviembre de 1944) fue el desembarco anfibio en las islas estonias de Hiiumaa, Saaremaa y Muhu, que bloqueaban el acceso al golfo de Riga. Según datos soviéticos, Alemania perdió 7000 soldados muertos y 700 capturados.[6]
- La ofensiva de Memel (en ruso: Мемельская операция; 5–22 de octubre de 1944) fue un ataque del Primer Frente Báltico destinado a cortar la conexión entre los Grupos de Ejércitos alemanes Centro y Norte.

## Orden de Batalla

### Ejército Rojo
Primer Frente Báltico, comandante coronel general Iván Bagramián
- 5.º Ejército de Tanques de la Guardia, comandante coronel general de blindados Vasili Volski
- 6.º Ejército de la Guardia, comandante teniente general Iván Chistiakov
- 4.º Ejército de Choque, comandante teniente general Piotr Malishev
- 43.° Ejército, comandante teniente general Afanasi Beloborodov
- 51.º Ejército, comandante teniente general Yákov Kreizer
- 33.° Ejército, comandante teniente general Viacheslav Tsvetaev
- 3.er Ejército Aéreo, comandante teniente general de aviación Nikolái Papivin

Segundo Frente Báltico - comandanteː general de ejército Andréi Yeriómenko
- 3.er Ejército de Choque, comandanteː teniente general Nikolái Simoniak
- 22.º Ejército, comandante teniente general Gennadi Korotkov[7]
- 10.º Ejército de la Guardia, comandanteː coronel general Mijaíl Kazakov.

Tercer Frente Báltico, comandante coronel general Iván Máslennikov

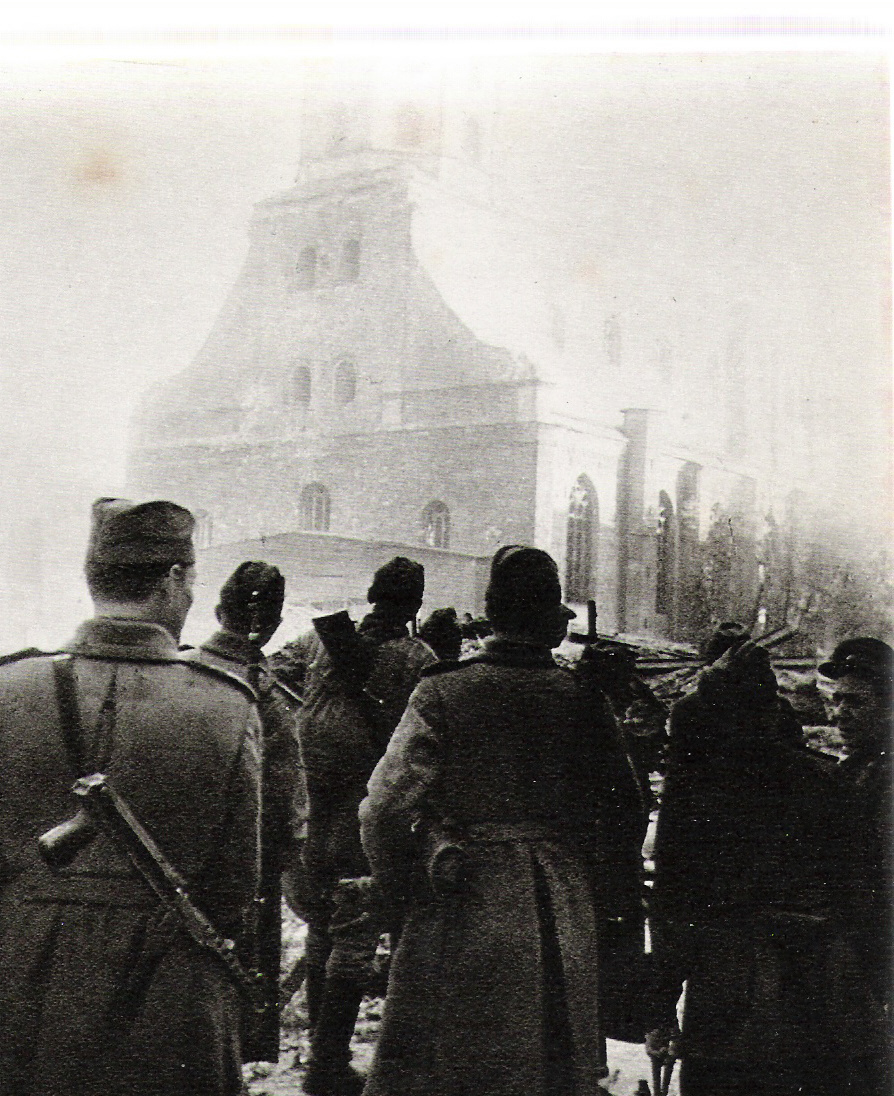
Tropas soviéticas en Riga, después de ocupar la ciudad

- 42.º Ejército, a partir de marzo de 1944, comandanteː teniente general Vladímir Svirídov
- 54.º Ejército, comandante teniente general Serguéi Roginski
- 67.º Ejército, comandante teniente general Vladímir Romanovski
- 14.º Ejército Aéreo, comandante teniente general de Aviación Iván Zhuravlev.

Tercer Frente Bielorruso (parte), comandante general de ejército Iván Cherniajovski
- 2.º Ejército de Choque, comandante teniente general Iván Fediúninski
- 3.er Cuerpo Mecanizado de Guardias, comandante teniente general Víktor Óbujov
- 61.º Ejército, comandante teniente general Pável Belov
- 67.° Ejército, hasta marzo de 1944, comandante teniente general Vladímir Svirídov

Frente de Leningrado (parte), comandante mariscal de la Unión Soviética Leonid Góvorov
- 8.° Ejército, comandante teniente general Filipp Starikov

### Wehrmacht

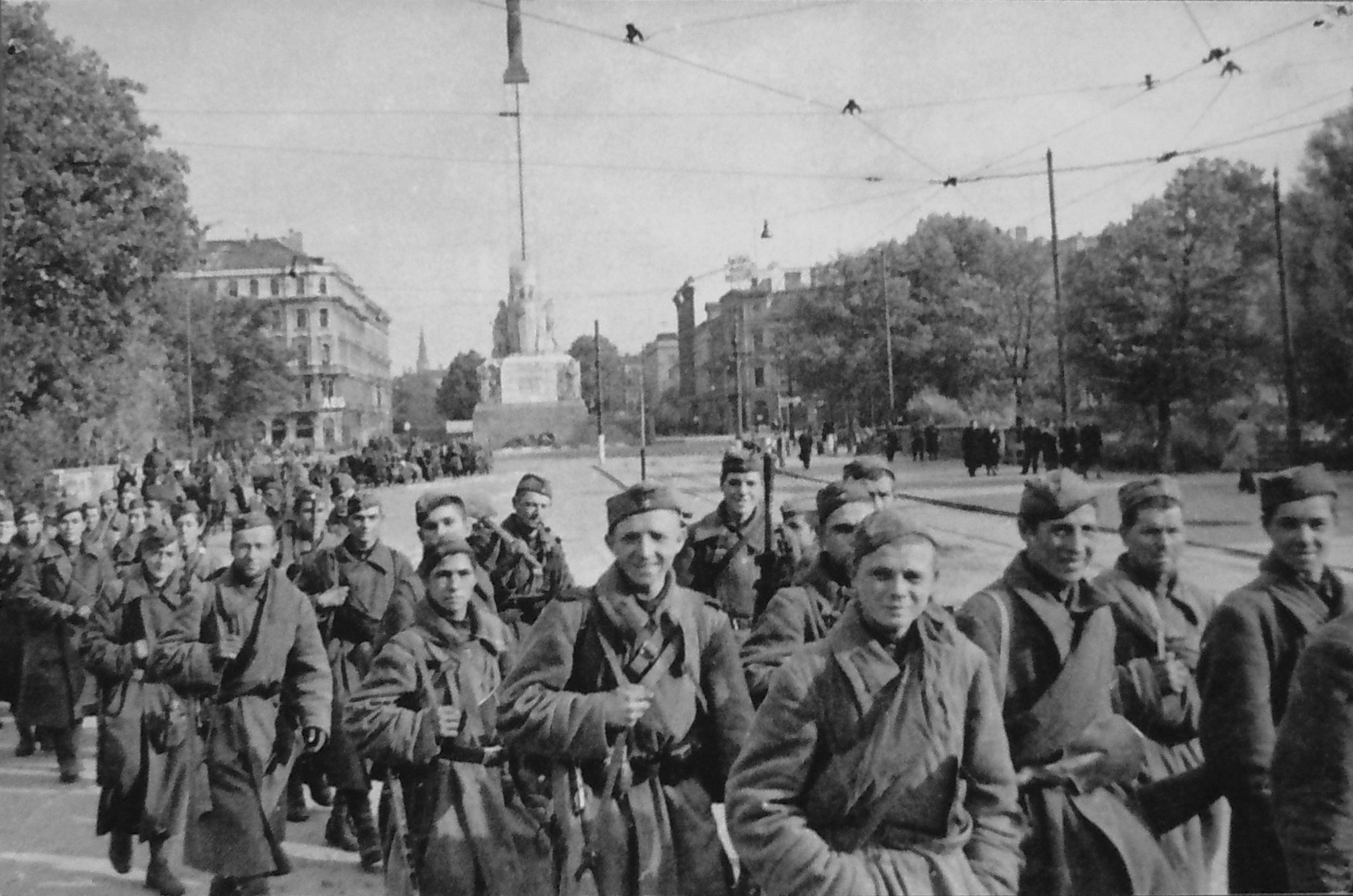
Tropas soviéticas en Riga, octubre de 1944

Grupo de Ejércitos Norte, comandante: coronel general Ferdinand Schörner
- 18.º Ejército, comandante: General der Infanterie Herbert Loch
- 16.º Ejército, comandante Generaloberst Christian Hansen
- Destacamento del Ejército Narvá, comandante Generaloberst Johannes Frießner
- 1.ª Flota Aérea, comandante: General der Flieger Kurt Pflugbeil.

Grupo de Ejércitos Centro (parte) - comandante: Generaloberst Georg Hans Reinhardt
- 3.er Ejército Panzer, comandante: Generaloberst Erhard Raus
  - XXXX Cuerpo Panzer, comandante: General der Panzertruppe Siegfried Henrici
  - XXXIX Cuerpo Panzer, comandante, hasta el 15 de octubre, General der Panzertruppe Dietrich von Saucken, luego General der Panzertruppe Karl Decker

## Desarrollo de las operaciones
Tras un breve periodo, la Stavka soviética lanzó una nueva ofensiva generalizada a través del báltico, con el fin que el Ejército Rojo reocupara Estonia, Letonia, y Lituania, desde el 14 de septiembre al 24 de noviembre de 1944. La Stavka lanzó así la Ofensiva de Riga (en ruso: Рижская наступательная операция), destinada a la capital de Letonia por el 1.º Frente Báltico y el recientemente creado 2.º Frente Báltico, desde el 14 de septiembre, con el fin de expulsar a los alemanes de la costa del golfo de Riga. Este avance soviético chocó frontalmente con la Operación Cäsar planificada por el OKH alemán y resultó en una serie de feroces enfrentamientos donde las tropas alemanas, en inferioridad de infantería y artillería, debieron retroceder en sus empeños de restablecer pleno contacto entre el Grupo de Ejércitos Centro y el Grupo de Ejércitos Norte. El 21 de septiembre los soviéticos lograron retomar la línea costera báltica y rompieron definitivamente el contacto terrestre entre las dos grandes fuerzas alemanas. Pese a ello las tropas soviéticas siguieron su avance y para el final de la ofensiva, el 24 de octubre, habían retomado Riga y expulsado a los alemanes de la región oriental de Letonia.

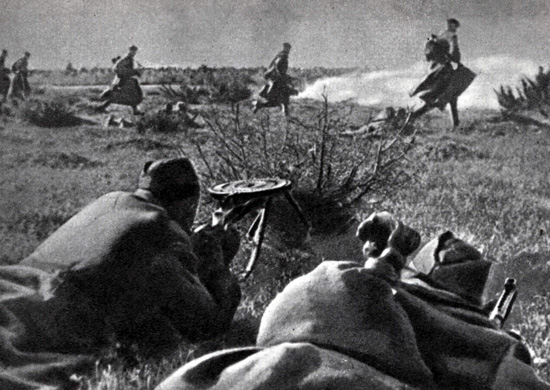
Infantería soviética en batalla en los alrededores de Riga

Más al norte los soviéticos lanzaron la Ofensiva de Tallin (en ruso: Таллинская наступательная операция), destinada a expulsar a los alemanes del territorio de Estonia. Al terminarse el Sitio de Leningrado, las tropas de dicha ciudad y las que auxiliaron en la ruptura del cerco fueron unificadas en el denominado Frente de Leningrado, y empezaron su ataque el 17 de septiembre de 1944, logrando tomar la capital estonia, Tallin, el 21 de septiembre. 
Las tropas alemanas de Narva, incluyendo regimientos estonios de las Waffen SS, habían logrado detener inicialmente el avance soviético muy superior en número en Narva hasta el 10 de agosto, pero debieron al final retirarse del resto de Estonia ante el riesgo de ser cercados. Al no ser posible detener el avance soviético por mucho tiempo, y al alcanzar el Báltico las tropas soviéticas el 21 de septiembre, el OKH alemán ordenó evacuar de inmediato a todas las tropas del Grupo de Ejércitos Norte que habían quedado atrapadas en Estonia, utilizando para ello todos los medios navales que la Kriegsmarine alemana pudo ofrecer. Como resultado, los últimos soldados alemanes se retiraron de Estonia por mar el 26 de septiembre, terminando la ofensiva soviética.
Al día siguiente de lograr la ocupación total de Estonia, los soviéticos lanzaron la Operación Moonsund (en ruso: Моонзундская десантная операция), para capturar las islas de Hiiumaa, Saaremaa y Muhu, bloqueando el acceso al golfo de Riga. Estas operaciones terminaron el 24 de noviembre con la expulsión total de las guarniciones alemanas que resistían allí.
Finalmente, las tropas soviéticas lanzaron la Ofensiva de Memel, en la cual atacaron el puerto lituano de Klaipeda desde el 5 de octubre, cercando a las tropas alemanas allí estacionadas, con el fin de cortar las comunicaciones entre los restos del Grupo de Ejércitos Norte (ahora situado en el oeste de Letonia) y el Grupo de Ejércitos Centro. En este ataque el Primer Frente Báltico cortó definitivamente desde el 15 de octubre todo contacto entre las tropas de la Wehrmacht situadas en Curlandia y el territorio de Prusia Oriental (donde se ubicaba ahora el Grupo de Ejércitos Centro), mientras Klaipeda era rodeada por los soviéticos el 22 de octubre. Este asedio causó la Batalla de Memel, que duró hasta el 27 de enero de 1945 cuando las últimas fuerzas alemanas abandonaron el puerto

## Consecuencias

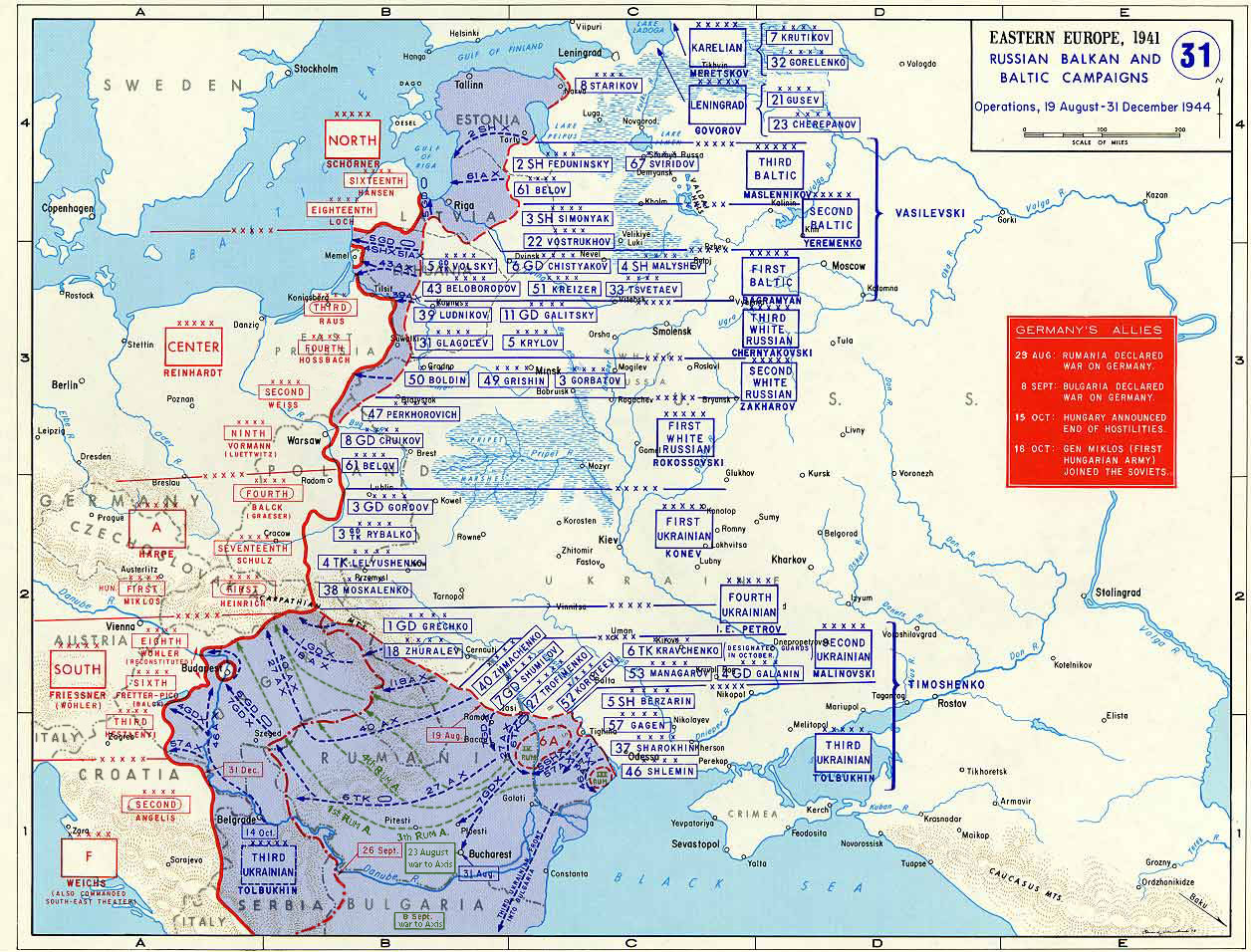
Avances soviéticos del 19 de agosto al 31 de diciembre de 1944 (en color azul).

La derrota de la Wehrmacht en la Ofensiva del Báltico causó pérdidas a los alemanes de aproximadamente 260 000 combatientes entre muertos, heridos, y prisioneros, siendo expulsadas las fuerzas alemanas de Estonia, del este de Letonia, y de Lituania. Esto acercó la lucha al territorio del Reich propiamente dicho, en tanto la antigua frontera germano-lituana de Prusia Oriental se hallaba ahora a pocos kilómetros del propio frente de combate. 
Las comunicaciones terrestres entre el Grupo de Ejércitos Centro y el Grupo de Ejércitos Norte se cortaron definitivamente, y este último quedó ocupando solamente la región de Curlandia, al oeste de Letonia y en las orillas del Báltico, rodeada totalmente por territorios bajo ocupación soviética. Este hecho motivó que el 25 de enero de 1945 Hitler cambiara la denominación del Grupo de Ejércitos Norte a Grupo de Ejércitos Curlandia (en alemán Heeresgruppe Kurland), aceptando tácitamente que no sería posible para la Wehrmacht lanzar una contraofensiva con la cual restablecer un corredor terrestre entre Curlandia y Prusia Oriental.
Cerca del 200 000 soldados alemanes, junto con voluntarios letones de las Waffen SS, quedaron atrapados en esta zona, sujetos a continuos ataques soviéticos que redujeron continuamente el territorio controlados por los alemanes. El Grupo de Ejércitos Curlandia se tornó en un escenario muy secundario de guerra para el OKH, considerando que desde inicios de 1945 el Ejército Rojo amenazaba directamente el territorio del Tercer Reich, aislando cada vez más a las tropas alemanas de Curlandia. Estas lucharon hasta el 9 de mayo de 1945, cuando debieron capitular ante el Ejército Rojo.